# Carex devia
Carex devia är en halvgräsart som beskrevs av Thomas Frederic Cheeseman. Carex devia ingår i släktet starrar, och familjen halvgräs. Inga underarter finns listade i Catalogue of Life.